# 222 г. пр.н.е.
222 (двеста двадесет и втора) година преди новата ера (пр.н.е.) е година от доюлианския (Помпилийски) римски календар.

## Събития

### В Римската република
- Консули са Марк Клавдий Марцел и Гней Корнелий Сципион Калв.
- Консулите убеждават Сената да отхвърли предложенията за мир от келтите в Цизалпийска Галия, след което ръководят ново нахлуване в територията на племената.[1]
- Инсубрите са победени от Марцел при Кластидиум и се предават.[1] Консулът печели spolia opima, понеже сам убил вожда на инсубрите Виридомар.[1]
- Римляните превземат Медиолан и вражескитеe зeми до Алпите.[1]

### В Гърция
- Спартанският цар Клеомен III нахлува в Арголида, където опустошава земите до стените на град Аргос и при завърщането си удома разграбва Аркадия.[2]
- Македонската войска се завръща в Пелопонес и през юни или юли Клеомен е победен от македонския цар Антигон III Досон и неговите ахейски съюзници в битката при Селасия. След това загубилият владетел е принуден да търси спасение в Египет, а Антигон окупира Спарта (за първи път в историята на града враг прави това) и отменя политическите роформи на Клеомен.[2]
- Антигон повежда поход на север, за да посрещне нахлуване на илирийците в Македония.[3]

### В империята на Селевкидите
- Селевкидският генерал Ахей води успешна военна кампания срещу протежето на египетския фараон Птолемей III и цар на Пергам Атал I като всички загубени по-рано територии в Северозападна Мала Азия са върнати под селевкидски контрол.[4]
- Митридат II дава дъщеря си Лаодика III за жена на селевкидския цар Антиох III.

## Починали
- Виридомар, вожд на племето инсубри
- Ктесибий, древногръцки механик и изобретател